# Niklas Nienaß
Niklas Nienaß (nascido em 14 de abril de 1992) é um político alemão da Alliance 90/The Greens, que actua como membro do Parlamento Europeu desde 2019. Para além das suas atribuições na comissão, faz parte do Intergrupo do Parlamento Europeu para os Mares, Rios, Ilhas e Zonas Costeiras.